# Dave Niehaus
David Arnold Niehaus (né le 19 février 1935 à Princeton, Indiana et mort le 10 novembre 2010 à Bellevue, Washington aux États-Unis) était un commentateur sportif connu comme descripteur des matchs de baseball des Mariners de Seattle de leur saison inaugurale dans la Ligue américaine en 1977 jusqu'à la saison 2010.
Considéré comme la « voix » des Mariners, il jouit d'une immense popularité auprès des partisans du club, et avait, après sa dernière saison en 2010, décrit 5 284 des 5 385 matchs alors joués par l'équipe en 34 saisons.
Le Temple de la renommée du baseball l'honore en 2008 en lui remettant le prix Ford C. Frick.

## Biographie
Dave Niehaus grandit en Indiana et dit avoir attrapé la passion de la radiodiffusion en écoutant à la radio les matchs de baseball des Cardinals de Saint-Louis décrits dans les années 1940 par Harry Caray. Gradué de l'université d'Indiana en 1957, il amorce sa carrière radiophonique sur les ondes de la radio des Forces armées américaines. De 1969 à 1976, il assure la radiodiffusion des matchs des Angels de la Californie de la Ligue majeure de baseball à KMPC en compagnie de Dick Enberg et Don Drysdale. Vers la même période, il est aussi descripteur des matchs des Rams de Los Angeles de la Ligue nationale de football, ainsi que des matchs de football américain et de basket-ball des Bruins d'UCLA.

### Mariners de Seattle
Les Mariners de Seattle sont une franchise d'expansion qui fait ses débuts au printemps 1977 dans la Ligue majeure de baseball. Niehaus décrit le tout premier match de l'histoire des Mariners le 6 avril 1977 et avait, après sa dernière saison en 2010, décrit 5 284 des 5 385 matchs alors joués par l'équipe en 34 saisons.
Niehaus effectue le lancer protocolaire lors de l'inauguration du Safeco Field de Seattle, où les Mariners emménagent le 15 juillet 1999. Le 7 mai 2000, il est la 2e personnalité (après l'ancien joueur Alvin Davis) intronisé au Temple de la renommée des Mariners de Seattle (Mariners Hall of Fame). Il est aussi élu au Puget Sound Sports Hall of Fame. Il est au micro des 14 premières saisons, toutes perdantes, des malheureux Mariners, et est témoin des performances des talentueux joueurs de l'édition de 2001, auteurs d'un record des majeures de 116 victoires en saison régulière mais incapables de remporter une première Série mondiale. Une de ses plus célèbres descriptions en ondes se réalise en 1995, la « fin de 19 longues années de frustration » pour le club qui participe alors à ses premières séries éliminatoires : il décrit The Double, le fameux double d'Edgar Martínez en Série de divisions qui permet à Seattle d'éliminer les Yankees de New York.
La National Sportscasters and Sportswriters Association (en) (Association nationale des commentateurs et journalistes sportifs américains) le nomme Commentateur sportif de l'année pour l'État de Washington en 1995 et 1996. En 1997, Niehaus est honoré par la Chambre des représentants de l'État de Washington pour sa « contribution à la qualité de la vie dans le Nord-Ouest Pacifique ».

### Honneurs
Dave Niehaus meurt le 10 novembre 2010 à sa résidence de Bellevue, en banlieue de Seattle, d'une crise cardiaque à l'âge de 75 ans. Le 13 novembre suivant, les Mariners ouvrent les portes du Safeco Field où les citoyens sont invités à visiter un mémorial temporaire et honorer sa mémoire,. Un service funéraire privé pour la famille et les amis proches, dont l'ancien joueur vedette Ken Griffey, Jr., est célébré, puis un autre service public a lieu en décembre à Safeco Field, auquel assistent les partisans ainsi que plusieurs anciens joueurs dont Jay Buhner, Edgar Martínez, Dan Wilson et Ron Fairly.
La portion de la 1re Avenue sud de Seattle qui passe devant le Safeco Field est le 8 avril 2011, jour de l'ouverture locale de la saison des Mariners, renommée Dave Niehaus Way South. Le conseil municipal de la ville de Seattle nomme aussi la journée du 8 avril 2011 la My Oh My Dave Niehaus Day, en référence à l'interjection fétiche « My Oh My » lancée en ondes par l'animateur. Durant la saison 2011, les joueurs des Mariners arborent sur la manche droite de leur uniforme un écusson en mémoire de Niehaus : noir et argenté, il y est simplement écrit « Dave » en lettres majuscules au-dessus de sa phrase fétiche My Oh My! et à droite d'un ancien microphone à ruban. Le 16 septembre 2011, une statue de Dave Niehaus réalisée par l'artiste Lou Cella est dévoilée au Safeco Field de Seattle,.

### Vie personnelle
Dave Niehaus et son épouse Marilyn ont eu deux fils (Andy et Matt) et une fille (Greta).

## Dans la culture populaire
On entend la voix de Dave Niehaus dans le jeu vidéo de baseball Ken Griffey Jr.'s Slugfest sorti en 1999 sur Nintendo 64.
Le rappeur de Seattle Macklemore sort en décembre 2010 une chanson intitulé My Oh My en l'honneur de Niehaus. Le musicien Ben Gibbard, originaire de l'aire métropolitaine de Seattle et partisan des Mariners, mentionne Niehaus par son prénom dans le refrain de sa chanson Ichiro's Theme, parue en 2012.